# Bernard Gabay
Pour les articles homonymes, voir Brieux (homonymie) et Gabay (homonymie).
Bernard Gabay, né le 18 mai 1963 à Paris, est un acteur français, d'origine espagnole. Il débute au cinéma sous le pseudonyme de Bernard Brieux.
Acteur de cinéma et de théâtre, il a participé à de nombreuses fictions radiophoniques. Il est également connu pour être la voix française régulière de Robert Downey Jr., Andy García, Antonio Banderas, Charlie Cox, Viggo Mortensen et Ralph Fiennes, ainsi qu'une voix récurrente de Ray Liotta, Gary Sinise, John Leguizamo et Benicio del Toro.

## Biographie
Bernard Gabay commence sa carrière au cinéma alors qu'il est encore enfant dans Les Turlupins de Bernard Revon (1980). Il est le rôle principal du film qui se déroule durant l'occupation allemande dans un internat pour garçons.
Il a suivi des stages avec Fiona Shaw, Gilles Cohen, Édith Scob, Maryse Aubert. Il a suivi également des cours d'ethno-musicologie avec Giovanna Marini pendant huit ans et a participé à des concerts à l'université Paris-VIII (chants de l'Italie traditionnelle), ainsi que des cours de chant avec Kyoko Okumura.
Bernard Gabay a également travaillé avec Martina Catella, ethnomusicologue et directrice de l'association Les Globe Trotters, une école de chants du monde avec qui il s'est produit régulièrement dans divers concerts (Les Suds, New Morning).
Il a eu l'occasion de tourner en plusieurs langues, notamment en anglais dans Bach and Variations d'Anthony Fabian (1994) et en espagnol dans Le poète n'aura pas chanté en vain (1998) d'Agnès Denis, œuvre dans laquelle il interprète le poète Pablo Neruda.
Dans le monde du doublage, il est la voix française régulière de l'acteur américain Robert Downey Jr. depuis le film Neige sur Beverly Hills en 1987 et aussi celle d'autres stars tels que Gary Sinise, Andy García, Antonio Banderas, Viggo Mortensen et Ralph Fiennes.

## Théâtre
- Avec Antonin Artaud, mise en scène par Pierre-Antoine Villemaine, Théâtre d'Ivry
- La Légende de Saint Guénolé, mise en scène par Antoine Juliens, festival Louis-Jouvet à l'abbaye de Landevenec
- Le Fantôme d'Hélène de Jean Canolle d'après Euripide, mise en scène par Viviane Théophilidès
- Le Jeu de l'amour et du hasard de Marivaux, mise en scène par Jean-Claude Sachot, Festival d'Albi
- 1989 : L'Oiseau brigadier de Pascal Tedes, mise en scène par le CDN Nancy, Théâtre du Chaudron
- 1989 : Le Livre des questions d'Edmond Jabès, mise en scène par Pierre Antoine Villemaine, Théâtre du Rond-Point
- 1992 : Pierre et Jean, d'après Guy de Maupassant, mise en scène par Vincent Colin, tournée France et international, Théâtre Cergy
- 1994 : Les Rôdeurs et les villes de Pascal Tedes, mise en scène par Pascal Tedes, Théâtre de la Bastille
- 1995 : Clémence de Batignoles de Pascal Tedes, Comédie de Caen, Théâtre d'Hérouville
- 1995 : Cru égorgé de Pascal Tedes, mise en scène par Pascal Tedes, La Filature (Mulhouse)
- 1996 : Les Légendes de l'obscurité de Pascal Tedes, mise en scène par Pascal Tedes, La Filature (Mulhouse)
- 1997 : Britannicus de Jean Racine, mise en scène par David Géry, Théâtre le Vanves
- 1998 : Sur les frontières, de et mise en scène par Pascal Tedes, (Mulhouse), Théâtre des Lisières (Strasbourg)
- 1999 : Les Conspirateurs, comédie musicale de David Lescot, Théâtre international de langue française
- 2000 : Le Procès, d'après Franz Kafka, mise en scène par Émile Salimov, Théâtre du Lucernaire
- 2001 : La Toison d'Or d'Adel Hakim, mise en scène de l'auteur et Maryse Aubert, Théâtre des Quartiers d'Ivry
- 2002 : L'Association, spectacle musical écrit et mis en scène par David Lescot, Théâtre de l'Aquarium
- 2003 : Oncle Vania d'Anton Tchekhov, mise en scène Julie Brochen, théâtre de l'Aquarium, théâtre de Sartrouville et des Yvelines, Festival d'automne à Paris
- 2003 : Le Cadavre vivant de Léon Tolstoï, mise en scène Julie Brochen, théâtre de l'Aquarium, Festival d'automne à Paris
- 2004 : Oncle Vania d'Anton Tchekhov, mise en scène Julie Brochen, Théâtre national de Strasbourg, théâtre de Nîmes
- 2004 : Le Cadavre vivant de Léon Tolstoï, mise en scène Julie Brochen, Le Quartz, théâtre du Nord, Le Cargo
- 2005 : Oncle Vania d'Anton Tchekhov, mise en scène Julie Brochen, scène nationale d'Orléans, théâtre de la Croix-Rousse
- 2005 : La Fausse Suivante de Marivaux, mise en scène Élisabeth Chailloux, Théâtre des Quartiers d'Ivry, Théâtre des Treize Vents
- 2006 : L'Histoire vraie de la Périchole, adaptation et mise en scène Julie Brochen d’après La Périchole de Jacques Offenbach, Festival international d'art lyrique d'Aix-en-Provence, théâtre de l'Aquarium
- 2007 : La Fausse Suivante de Marivaux, mise en scène Élisabeth Chailloux, théâtre des Quartiers d'Ivry
- 2009 : La Cagnotte d'Eugène Labiche et Alfred Delacour, mise en scène Julie Brochen, Théâtre national de Strasbourg
- 2010 : La Cerisaie d'Anton Tchekhov mise en scène Julie Brochen, Théâtre national de Strasbourg, Odéon-Théâtre de l'Europe
- 2012 : Dracula... mon histoire, d'Alan Committie et Gaetan Schmid, mise en scène Nathalie Juvet, Théâtre de la Huchette
- 2018 : Le Tartuffe ou l'Imposteur, de Molière, mise en scène Peter Stein, Théâtre de la Porte-Saint-Martin

## Filmographie

### Cinéma

#### Longs métrages
- 1980 : Les Turlupins de Bernard Revon : Bernard
- 1982 : Guy de Maupassant de Michel Drach : Maupassant à 15 ans
- 1984 : P'tit Con de Gérard Lauzier : Michel Choupon
- 1984 : Liste noire d'Alain Bonnot : David
- 1989 : La Passion de Bernadette de Jean Delannoy
- 1994 : Bach and Variations d'Anthony Fabian : Thomas / Leo[3]
- 2001 : Charmant Garçon de Patrick Chesnais
- 2016 : Les Enfants de la chance de Malik Chibane : le chanteur
- 2020 : Merveilles à Montfermeil de Jeanne Balibar : le médecin psychiatre
- 2022 : Notre-Dame brûle de Jean-Jacques Annaud : le colonel Roland
- 2022 : Novembre de Cédric Jimenez : Un membre de Conseil de sécurité de Paris

#### Courts métrages
- 2000 : Urgent cause départ de Namir Abdel Messeeh
- 2007 : Hors Saison d'Alexandre Hilaire[4]

### Télévision

#### Téléfilms
- 1983 : Les Beaux Quartiers de Jean Kerchbron : Armand
- 1984 : Battling le Ténébreux de Louis Grospierre : Paul
- 1984 : Les Timides aventures d'un laveur de carreaux de Jean Brard : Gus
- 1985 : Les Fanas du ciné de Jean Sagols : Jean
- 1998 : Le poète n'aura pas chanté en vain d'Agnès Denis : Pablo Neruda[5]
- 2004 : Bien agités ! de Patrick Chesnais

#### Séries télévisées
- 1983 : Quelques hommes de bonne volonté (mini-série)
- 1985 : Les Enquêtes du commissaire Maigret (épisode Maigret et le client du samedi)
- 1985 : Les Enquêtes du commissaire Maigret : Alain Lagrange (épisode Le Revolver de Maigret)
- 1986 : Cinq filles à Paris (mini-série)
- 1989 : Avec des fleurs (mini-série)

## Doublage

### Cinéma

#### Films
- Robert Downey Jr. dans (35 films) :
  - Neige sur Beverly Hills (1987) : Julian Wells
  - Pour une nuit (1997) : Charlie
  - Prémonitions (1999) : Vivian Thompson
  - Wonder Boys (2000) : Terry Grabtree
  - The Singing Detective (2003) : Dan Dark
  - Gothika (2003) : Pete Graham
  - Eros (2004) : Nick Penrose
  - Kiss Kiss Bang Bang (2005) : Harry Lockhart
  - Good Night and Good Luck (2005) : Joe Wershba
  - Raymond (2006) : Dr Marcus Kozak
  - A Scanner Darkly (2006) : James Barris
  - Lucky You (2007) : Jack
  - Fur (2007) : Lionel Sweeney
  - Zodiac (2007) : Paul Avery (en)
  - Charlie Bartlett (2008) : Nathan Gardner
  - Iron Man (2008) : Tony Stark / Iron Man
  - L'Incroyable Hulk (2008) : Tony Stark / Iron Man
  - Tonnerre sous les tropiques (2008) : Kirk Lazarus
  - Le Soliste (2009) : Steve Lopez
  - Sherlock Holmes (2009) : Sherlock Holmes
  - Iron Man 2 (2010) : Tony Stark / Iron Man
  - Date Limite (2010) : Peter Highman
  - Sherlock Holmes : Jeu d'ombres (2011) : Sherlock Holmes
  - Avengers (2012) : Tony Stark / Iron Man
  - Iron Man 3 (2013) : Tony Stark / Iron Man
  - Le Juge (2014) : Hank Palmer
  - Chef (2014) : Marvin
  - Avengers : L'Ère d'Ultron (2015) : Tony Stark / Iron Man
  - Captain America: Civil War (2016) : Tony Stark / Iron Man
  - Spider-Man: Homecoming (2017) : Tony Stark / Iron Man
  - Avengers: Infinity War (2018) : Tony Stark / Iron Man
  - Avengers: Endgame (2019) : Tony Stark / Iron Man
  - Spider-Man: Far From Home (2019) : Tony Stark / Iron Man (images d'archives)
  - Le Voyage du Docteur Dolittle (2020) : Dr John Dolittle
  - Oppenheimer (2023) : Lewis Strauss

- Andy García dans (29 films) :
  - Le Parrain 3 (1990) : Don Vincent Mancini-Corleone
  - Dead Again (1991) : Gray Baker
  - Jennifer 8 (1992) : le sergent John Berlin
  - Pour l'amour d'une femme (1994) : Michael Green
  - Dans l'ombre de Manhattan (1997) : Sean Casey
  - Gary et Linda (1999) : Gary Starke
  - Pour l'amour ou le pays (2000) : Arturo Sandoval
  - Ocean's Eleven (2001) : Terry Benedict
  - Confidence (2003) : Gunther Butan
  - L'Homme d'Elysian Fields (2003) : Byron Tyle
  - Ocean's Twelve (2004) : Terry Benedict
  - Instincts meurtriers (2004) : Mike Delmarco
  - Mi$e à prix (2007) : Stanley Locke
  - Ocean's Thirteen (2007) : Terry Benedict
  - États de choc (2007) : Fingers
  - La Panthère rose 2 (2009) : Vicenzo
  - New York, I Love You (2009) : Garry
  - A Dark Truth (2012) : Jack Begosian
  - Secret d'État (2014) : Norwin Meneses
  - SOS Fantômes (2016) : Bradley, le maire de New York
  - Les Mémoires d'un assassin international (2016) : El Toro
  - Geostorm (2017) : Andrew Palma
  - La Mule (2018) : Laton
  - Un homme en colère (2021) : l'agent King
  - Redemption Day (2021) : l'ambassadeur Earl Williams
  - Father of the Bride (2022) : Billy Herrera
  - Big Gold Brick (2022) : Floyd Devereaux
  - Expendables 4 (2023) : l'agent Marsh
  - Marchands de douleur (2023) : Dr Jack Neel

- Antonio Banderas dans (27 films) :
  - In Bed with Madonna (1991) : lui-même
  - Une femme sous la pluie (1992) : Miguel
  - Miami Rhapsodie (1995) : Antonio
  - Le 13e Guerrier (1999) : Ahmed Ibn Fadlân
  - Les Adversaires (1999) : Cesar Dominguez
  - Spy Kids 2 : Espions en Herbe (2002) : Gregorio Cortez
  - Ballistic (2002) : Jeremiah Ecks
  - Dance with Me (2006) : Pierre Dulaine
  - La piel que habito (2011) : Robert Ledgard
  - Or noir (2011) : Emir Nesib
  - Piégée (2012) : Rodrigo
  - Les Amants passagers (2013) : León
  - Expendables 3 (2014) : Galgo
  - Autómata (2014) : Jacq Vaucan
  - Knight of Cups (2015) : Tonio
  - Security (2017) : Eduardo « Eddie » Deacon
  - Bullet Head (2017) : Blue
  - Acts of Vengeance (2017) : Frank Valera
  - Douleur et Gloire (2019) : Salvador Mallo
  - The Laundromat : L'Affaire des Panama Papers (2019) : Ramón Fonseca
  - Hitman and Bodyguard 2 (2021) : Aristote Papadopoulos
  - Uncharted (2022) : Santiago Moncada
  - Code Name Banshee (2022) : Caleb
  - The Enforcer (2022) : Cuda
  - Indiana Jones et le Cadran de la destinée (2023) : Renaldo
  - Babygirl (2024) : Jacob Mathis
  - Paddington au Pérou (2024) : le capitaine Hunter Cabot

- Ralph Fiennes dans (19 films) :
  - Sunshine (1999) : Ignatz Sonnenschein / Adam Sors / Ivan Sors
  - La Fin d'une liaison (1999) : Maurice Bendrix
  - Coup de foudre à Manhattan (2002) : Chris Marshall
  - The Constant Gardener (2005) : Justin Quayle
  - The Duchess (2008) : William Cavendish
  - The Reader (2008) : Michael Berg adulte
  - Nanny McPhee et le Big Bang (2010) : Lord Gray
  - Ennemis jurés (2012) : Coriolan
  - Skyfall (2012) : Gareth Mallory
  - The Grand Budapest Hotel (2014) : M. Gustave H.
  - 007 Spectre (2015) : Garreth Mallory / M
  - Ave, César ! (2016) : Laurence Laurentz
  - A Bigger Splash (2016) : Harry
  - Holmes and Watson (2018) : Pr. James Moriarty
  - The Dig (2021) : Basil Brown
  - Mourir peut attendre (2021) : Garreth Mallory / M
  - The King's Man : Première mission (2021) : Orlando Oxford, le duc d'Oxford / Arthur
  - Le Menu (2022) : le chef Julian Slowik
  - 28 Ans plus tard (2025) : Dr Ian Kelson

- Viggo Mortensen dans (18 films) :
  - Meurtre parfait (1998) : David Shaw
  - Le Seigneur des anneaux : La Communauté de l'anneau (2001) : Aragorn[6]
  - Le Seigneur des anneaux : Les Deux Tours (2002) : Aragorn
  - Le Seigneur des anneaux : Le Retour du roi (2003) : Aragorn
  - Hidalgo (2004) : Frank T. Hopkins
  - A History of Violence (2005) : Tom Stall
  - Capitaine Alatriste (2006) : Diego Alatriste
  - Les Promesses de l'ombre (2007) : Nikolaï Luzhin
  - Appaloosa (2008) : Everett Hitch
  - La Route (2009) : le père
  - Sur la route (2012) : Old Bull Lee
  - Usurpateur (2012) : Agustín / Pedro
  - The Two Faces of January (2014) : Chester MacFarland
  - Green Book : Sur les routes du sud (2018) : Tony « la tchatche » Vallelonga
  - Falling (2020) : John Peterson
  - Les Crimes du futur (2022) : Saul Tenser
  - Treize Vies (2022) : Rick Stanton
  - Jusqu'au bout du monde (2023) : Holger Olsen

- Ray Liotta dans (9 films) :
  - Les Affranchis (1990) : Henry Hill
  - Operation Dumbo Drop (1995) : T. C. Doyle
  - Turbulences à 30000 pieds (1997) : Ryan Weaver
  - Copland (1997) : Gary Figgis
  - Phoenix (1998) : Harry Collins
  - Beautés empoisonnées (2001) : Dean Cummano
  - Identity (2003) : Inspecteur Rhodes
  - Crazy Night (2010) : Joe Miletto
  - La Rivière du crime (2011) : Jack Verdon

- John Leguizamo dans (9 films) :
  - Assaut sur le central 13 (2005) : Beck
  - La Loi et l'Ordre (2008) : Perez
  - Ultimate Game (2009) : Freek
  - La Défense Lincoln (2011) : Val Valenzuena
  - Recherche Bad Boys désespérément (2012) : Jimmy Alpha
  - John Wick (2014) : Aurelio
  - American Ultra (2015) : Rose
  - John Wick 2 (2017) : Aurelio
  - Violent Night (2022) : Jimmy « M. Scrooge » Martinez

- Vince Vaughn dans (8 films) :
  - Loin du paradis (1998) : John « Shérif » Volgecherev
  - Psycho (1998) : Norman Battes
  - L'Intrus (2001) : Rick Barnes
  - Retour à la fac (2003) : Bernard Campbell
  - Starsky et Hutch (2004) : Reese Feldman
  - Mr et Mrs. Smith (2005) : Eddie
  - Into the Wild (2007) : Wayne Westerberg
  - Frère Noël (2007) : Fred Noël

- Matthew Broderick dans (7 films) :
  - Biloxi Blues (1988) : Eugene Morris Jerome
  - Family Business (1989) : Adam McMullen
  - Sur la corde raide (1992) : Bill Campbell
  - L'Arriviste (1999) : Jim McAllister
  - Mon chien, ce héros ! (2003) : Hubbel
  - Et l'homme créa la femme (2004) : Walter Kresby
  - The Last Shot (2004) : Steven Schats

- Daniel Day-Lewis dans (6 films) :
  - Au nom du père (1993) : Gerry Conlon
  - The Boxer (1997) : Danny Flynn
  - Gangs of New York (2002) : Bill Le Boucher
  - There Will Be Blood (2007) : Daniel Plainview
  - Nine (2009) : Guido Contini
  - Phantom Thread (2017) : Reynolds Woodcock

- Benicio del Toro dans (6 films) :
  - Christophe Colomb : La Découverte (1992) : Alvaro Harana
  - Snatch : Tu braques ou tu raques (2000) : Franky « Quatre Doigts »
  - The Pledge (2001) : Toby Jay Wadenah
  - Traqué (2003) : Aaron Allam
  - Sicario (2015) : Alejandro Gillick
  - Sicario : La Guerre des cartels (2018) : Alejandro Gillick

- John Cusack dans (5 films) :
  - Ombres et Brouillard (1992) : Jack l'étudiant
  - Couple de stars (2001) : Eddie Thomas
  - Faux Amis (2005) : Charlie Arglist
  - Chambre 1408 (2007) : Mike Enslin
  - Suspect (2013) : Robert Hansen

- Sebastian Koch dans (5 films) :
  - Black Book (2006) : Ludwig Müntze
  - La Vie des autres (2006) : Georg Dreyman
  - Sans identité (2011) : Bressler
  - Le Pont des espions (2015) : Wolfgang Vogel
  - Danish Girl (2016) : Dr Warnekros

- Matt Dillon dans (4 films) :
  - Un baiser avant de mourir (1991) : Jonathan Corliss
  - Mary à tout prix (1998) : Pat Healy
  - La Coccinelle revient (2005) : Tripp Murphy
  - Les deux font la père (2009) : Barry

- Benjamin Bratt dans (4 films) :
  - Miss Détective (2000) : Eric Matthews
  - Planète rouge (2000) : Ted Santen
  - Un couple presque parfait (2000) : Ben Cooper
  - Catwoman (2004) : Tom Lone

- Jason Isaacs dans (4 films) :
  - The Patriot (2000) : William Tavington
  - Peter Pan (2003) : Capitaine Crochet/George Darling
  - Shérif Jackson (2013) : le prophète Josiah
  - Attaque à Mumbai (2018) : Vasili

- Brad Pitt dans :
  - Et au milieu coule une rivière (1992) : Paul Maclean
  - Seven (1995) : David Mills
  - Spy Game, jeu d'espions (2001) : Tom

- Matthew Modine dans :
  - Les Leçons de la vie (1995) : Frank Hunter
  - Fluke (1995) : Thomas P. Johnson / Fluke (voix)
  - L'Enfer du dimanche (1999) : Dr Ollie Powers

- Gary Sinise dans :
  - La Rançon (1996) : James Shaker
  - Mission to Mars (2000) : Woodrow Blake
  - Mémoire effacée (2004) : Jack Munce

- Rufus Sewell dans :
  - La Courtisane (1998) : Marco Venier
  - The Holiday (2006) : Jasper Bloom
  - The Father (2020) : Paul

- Clive Owen dans :
  - Le Roi Arthur (2004) : le roi Arthur
  - Dérapage (2005) : Charles Schine
  - Elizabeth, l'âge d'or (2007) : Sir Walter Raleigh

- Rodrigo Santoro dans :
  - 300 (2006) : Xerxès
  - 300 : La Naissance d'un empire (2014) : Xerxès
  - Diversion (2015) : Garriga

- Billy Campbell dans :
  - The Rocketeer (1991) : Cliff Secord / The Rocketeer
  - Dracula (1992) : Quincey P. Morris

- Chris O'Donnell dans :
  - Beignets de tomates vertes (1991) : Buddy Threadgoode
  - L'Héritage de la haine (1996) : Adam Hall

- Adrien Brody dans :
  - King of the Hill (1993) : Lester Silverstone
  - Predators (2010) : Royce

- Frank Whaley dans :
  - Swing Kids (1993) : Arvid
  - Quand les clairons se taisent (1998) : Toby Chamberlain

- Kevin Bacon dans :
  - La Rivière sauvage (1994) : Wade
  - Apollo 13 (1995) : Jack Swigert

- William Fichtner dans :
  - Programmé pour tuer (1995) : Wallace
  - Contact (1997) : Kent

- Jeremy Northam dans :
  - Traque sur Internet (1995) : Jack Devlin
  - Gloria (1999) : Kevin

- David Thewlis dans :
  - L'Île du docteur Moreau (1996) : Edward Douglas
  - Une merveilleuse histoire du temps (2014) : Dennis W. Sciama

- Jude Law dans :
  - Les Sentiers de la perdition (2002) : Harlen Maguire
  - Les Désastreuses Aventures des orphelins Baudelaire (2004) : Lemony Snicket

- M. Night Shyamalan dans :
  - Signes (2002) : Ray Reddy
  - Split (2017) : Jai

- Steven Mackintosh dans :
  - Underworld 2 (2006) : Andreas Tanis
  - Underworld 3 (2009) : Andreas Tanis

- Sean Bean dans :
  - Ca$h (2010) : Pyke Kubic / Reese Kubic
  - Soldiers of Fortune (2012) : Roman St. John

- Michael Peña dans :
  - End of Watch (2012) : l'officier Mike Zavala
  - Horse Soldiers (2018) : le sergent de première classe Sam Diller

- Jordi Mollà dans :
  - Riddick (2013) : Santana
  - Criminal : Un espion dans la tête (2016) : Xavier Heimdal

- Chris Messina dans :
  - Palo Alto (2013) : Mitch
  - Le Croque-mitaine (2023) : Will

- Mark Strong dans :
  - 1917 (2020) : le capitaine Smith
  - Tár (2022) : Eliot Kaplan

- Christoph Waltz dans :
  - Rifkin's Festival (2020) : La Mort
  - Dracula (2025) : le prêtre

- Esai Morales dans :
  - Mission impossible : Dead Reckoning (2023) : Gabriel
  - Mission: Impossible - The Final Reckoning (2025) : Gabriel

- 1958[7] : La Revanche de Frankenstein : Dr Hans Kleve (Francis Matthews)
- 1977[8] : Rencontres du troisième type : Roy Neary (Richard Dreyfuss)
- 1984 : Les Griffes de la nuit : Rod Lane (Jsu Garcia)
- 1985 : Tutti Frutti : Rooney (Kevin Dillon)
- 1987 : Jardins de pierre : Albert Wildman (Casey Siemaszko)
- 1987 : Les Tronches 2 : Arnold Poindexter (Timothy Busfield)
- 1987 : Mannequin : Jonathan Switcher (Andrew McCarthy)
- 1988 : La Septième Prophétie : Avi (Manny Jacobs)
- 1989 : Le Cercle des poètes disparus : Neil Perry (Robert Sean Leonard)
- 1990 : Hamlet : Laertes (Nathaniel Parker)
- 1990 : Rosencrantz et Guildenstern sont morts : Rosencrantz (Gary Oldman)
- 1990 : Alice : Ed (Alec Baldwin)
- 1990 : L'Échelle de Jacob : Jacob Singer (Tim Robbins)
- 1991 : My Own Private Idaho : Scott Favor (Keanu Reeves)
- 1992 : Toys : Chercheur (Steve Park)
- 1993 : Les Vestiges du jour : Reginald Cardinal (Hugh Grant)
- 1993 : Les Princes de la ville : Miklo (Damian Chapa)
- 1993 : La Différence : David Greene (Brendan Fraser)
- 1994 : Un homme presque parfait : Peter Sullivan (Dylan Walsh)
- 1994 : La Folie du roi George : George IV (Rupert Everett)
- 1994 : Little Odessa : Sasha (David Vadim)
- 1995 : Nixon : John Dean (David Hyde Pierce)
- 1995 : Showgirls : Zack Carey (Kyle MacLachlan)
- 1995 : Miss Shumway jette un sort : Alex Ross (Russell Crowe)
- 1995 : Meurtre à Alcatraz : James Stamphill (Christian Slater)
- 1995 : L'Amour à tout prix : Peter Callaghan (Peter Gallagher)
- 1996 : Roméo + Juliette : Benvolio (Dash Mihok)
- 1996 : Shine : David Helfgott jeune (Noah Taylor)
- 1996 : Larry Flynt : Jimmy Flynt (Brett Harrelson)
- 1997 : Les Ailes de l'enfer : Garland Greene (Steve Buscemi)
- 1997 : Le Veilleur de nuit : James Gallman (Josh Brolin)
- 1997 : L'Idéaliste : Rudy Baylor (Matt Damon)
- 1997 : Titanic : ? (?)
- 1997 : Les Ailes de la colombe : Lord Mark (Alex Jennings)
- 1997 : Will Hunting : un procureur (Joe Cannon)
- 1998 : Kull le conquérant : le général Taligaro (Thomas Ian Griffith)
- 1998 : De grandes espérances : Finnegan « Finn » Bell (Ethan Hawke)
- 1998 : Sombres Soupçons : Cole Wilson (Peter Greene)
- 1998 : À tombeau ouvert : Cy Coates (Cliff Curtis)
- 1998 : Celebrity : Bruce Bishop (Isaac Mizrahi)
- 1999 : Mister G : Scott Hawkes (Eric McCormack)
- 1999 : Sixième Sens : Vincent Grey (Donnie Wahlberg)
- 2000 : Morceaux choisis : le père Leo Jerome (David Schwimmer)
- 2001 : Un nouveau Russe : Kochkine (Marat Bacharov)
- 2001 : Opération Espadon : Stanley Jobson (Hugh Jackman)
- 2002 : Rollerball : Sanjay (Naveen Andrews)
- 2002 : Insomnia : Fred Duggar (Nicky Katt)
- 2002 : Top chronos : Henry Gates (Michael Biehn)
- 2002 : Mission Évasion (Hart's War) de Gregory Hoblit : R.G. Sisk (Sam Jaeger)
- 2003 : Espion et demi : Carlos (Gary Cole)
- 2003 : Infernal Affairs 2 : le frère ainé Ngai (Alexander Chan)[9]
- 2003 : Infernal Affairs 3 : Yeung Kam Wing (Leon Lai)[9]
- 2003 : Matrix Revolutions : Rama-Kandra (Bernard White)
- 2004 : La Chute : Hans Krebs (Rolf Kanies)
- 2004 : Le Tour du monde en quatre-vingts jours : Phileas Fogg (Steve Coogan)
- 2004 : The Grudge : Doug (Jason Behr)
- 2004 : Alexandre : Chamberlain Persan (Tsouli Mohammed)
- 2004 : Night Watch : Kostya (Alexeï Tchadov)
- 2004 : Le Jour d'après : Tommy Levinson (Tim Bagley)
- 2005 : Miss FBI : Divinement armée : lui-même (Frank Marino)
- 2006 : Le Dernier Présage : Jimmy Starks (Guy Pearce)
- 2007 : 7 h 58 ce samedi-là : Andy (Philip Seymour Hoffman)
- 2007 : Quand Chuck rencontre Larry : Kevin McDonough (Nick Swardson)
- 2008 : Day Watch : Kostia, le jeune voisin vampire d'Anton (Alekseï Tchadov)
- 2009 : Unborn : Shields (Rhys Coiro)
- 2010 : Prince of Persia : Les Sables du Temps : Zolm (Gísli Örn Garðarsson)
- 2010 : I Love You Phillip Morris : Larry Bukheim (Brennan Brown)
- 2010 : Harry Potter et les Reliques de la Mort - 2e partie : Abelforth Dumbledore (Ciarán Hinds)
- 2010 : Biutiful : Uxbal (Javier Bardem)
- 2011 : Bad Teacher : Wally Snur (John Michael Higgins)
- 2011 : Twixt : Edgar Allan Poe (Ben Chaplin)
- 2011 : The Thing : Jonas (Kristofer Hivju)
- 2012 : Disconnect : Harvey (Marc Jacobs)
- 2012 : L'Odyssée de Pi : le prêtre (Andrea Di Stefano)
- 2012 : L'Ombre du mal : Ivan (Sam Hazeldine)
- 2013 : Die Hard : Belle journée pour mourir : Collins (Cole Hauser)
- 2013 : Closed Circuit : Martin Rose (Eric Bana)
- 2013 : Wolverine : Le Combat de l'immortel : Kenichiro Harada / Samouraï d'Argent (Will Yun Lee)
- 2014 : Les Jardins du roi : André Le Nôtre (Matthias Schoenaerts)
- 2015 : Absolutely Anything : Ray (Sanjeev Bhaskar)
- 2015 : Les Quatre Fantastiques : M. Kenny (Dan Castellaneta)
- 2015 : The Stanford Prison Experiment : le Dr Philip Zimbardo (Billy Crudup)
- 2015 : Hunger Games : La Révolte, partie 2 : voix additionnelles
- 2015 : L'Honneur des guerriers : l'empereur (Peyman Maadi)
- 2016 : Le Livre de la jungle : Bagheera (Ben Kingsley) (voix)
- 2016 : 13 Hours : Bob (David Costabile)
- 2016 : Nocturnal Animals : Carlos (Michael Sheen)
- 2016 : Silence : l'interprète (Tadanobu Asano)
- 2017 : Section 99 : Eleazar (Dion Mucciacito)
- 2018 : Ma vie après toi : Ramiro (Carlos Carlín)
- 2019 : Dumbo : l'attraction de « Dreamland » sur le futur [Qui ?] (voix)
- 2019 : Elisa et Marcela : Warden (Manolo Solo)
- 2020 : Cuban Network : Jose Basulto (Leonardo Sbaraglia)
- 2021 : The Suicide Squad : Silvio Luna (Juan Diego Botto)
- 2021 : Pierre Lapin 2 : Panique en ville : Barnabé (Lennie James) (voix)
- 2021 : South of Heaven : Frank « Frank la vertus » (Jeremy Bobb)
- 2021 : One Shot : Amin Mansur (Waleed Elgadi)
- 2021 : Toujours plus beau (it) : ? ( ? )
- 2022 : Bones and All : Jake (Michael Stuhlbarg)
- 2022 : On the Line : Tony (Enrique Arce)
- 2022 : My Policeman : Tom Burgess, âgé (Linus Roache)
- 2023 : Ghosted : M. Utami (Stephen Park)
- 2023 : Blue Beetle : Alberto Reyes (Damián Alcázar)
- 2023 : Opération: Soulcatcher : le ministre Jan Zareba (Jacek Koman)

#### Courts métrages
- Ralph Fiennes dans :
  - La Merveilleuse Histoire de Henry Sugar (2023) : Roald Dahl / l'agent de police
  - Le Cygne (2023) : Roald Dahl
  - Le Preneur de rats (2023) : Roald Dahl / le preneur de rats
  - Venin (2023) : Roald Dahl

#### Films d'animation
- 1993 : Bambi : Bambi adulte (3e doublage)[10]
- 1997 : Princesse Mononoké : Narrateur
- 2003 : Wonderful Days : Simon
- 2003 : La Famille Delajungle, le film : Sloan Blackbun
- 2006 : Ultimate Avengers : Tony Stark / Iron Man
- 2007 : Bienvenue chez les Robinson : voix additionnelles
- 2008 : Next Avengers : Tony Stark / Iron Man
- 2008 : Les Rebelles de la forêt 2 : Fifi
- 2009 : Ultimate Avengers 2 : Tony Stark / Iron Man
- 2010 : Planète Hulk : Tony Stark / Iron Man
- 2010 : Les Rebelles de la forêt 3 : Fifi
- 2011 : Cars 2 : Sir Miles Axelrod
- 2013 : Tarzan : Narrateur
- 2013 : Planes : El Chupacabra
- 2017 : Coco : Ernesto de la Cruz
- 2021 : Justice Society: World War II : le « conseiller » d'Aquaman
- 2022 : La Maison : l'architecte souris
- 2023 : Le Roi singe : l'Empereur de Jade[11]
- 2023 : Nicky Larson : Angel Dust : Shin Kaibara

### Télévision

#### Séries télévisées
- Ricardo Antonio Chavira dans (10 séries) :
  - Desperate Housewives (2004-2012) : Carlos Solis (180 épisodes)
  - Monk (2007-2008) : Jimmy Belmont (saison 5, épisode 14 et saison 7, épisode 7)
  - Warehouse 13 (2013) : l’inspecteur Briggs (saison 4, épisode 15)
  - Burn Notice (2013) : Rafael Serano (saison 7, épisodes 3 et 4)
  - Castle (2015) : Alex Lopez (saison 7, épisode 18)
  - Scandal (2016-2017) : Francisco Vargas (saison 5, 15 épisodes)
  - Hawaii 5-0 (2017) : Agent Callaghan (saison 8, épisode 8)
  - Santa Clarita Diet (2017) : Dan Palmer (7 épisodes)
  - Chicago Police Department (2021) : l'inspecteur Salvador Ortiz (saison 9, épisode 6)
  - Truth Be Told : Le Poison de la vérité (2023) : Vince (5 épisodes)
  - Glamorous (2023) : Teddy (7 épisodes)

- Nestor Carbonell dans (6 séries) :
  - Lost : Les Disparus (2007-2010) : Richard Alpert (38 épisodes)
  - Psych : Enquêteur malgré lui (2010) : Declan Rand (saison 5, épisodes 8 et 9)
  - Person of Interest (2014) : Matthew Reed (saison 3, épisode 19)
  - Ray Donovan (2015) : Sheldon Blackwood (saison 3, épisode 5)
  - The Morning Show (depuis 2019) : Yanko Flores
  - Shōgun (2024) : Vasco Rodrigues (mini-série)

- Jason Isaacs dans (5 séries) :
  - The OA (2016-2019) : Dr Hunter Aloysius « Hap » Percy (14 épisodes)
  - Star Trek: Discovery (2017-2018) : le capitaine Gabriel Lorca (15 épisodes)
  - Good Sam (2022) : Dr Rob « Griff » Griffith (13 épisodes)
  - The Crowded Room (2023) : Jack Lamb (mini-série)
  - The White Lotus (2025) : Timothy Ratliff (saison 3)

- Andy García dans (4 séries) :
  - Will et Grace (2003) : Milo (saison 5, épisode 12)
  - Ballers (2016) : Andre Allen (6 épisodes)
  - Modern Love (2019) : Michael (saison 1, épisodes 2 et 8)
  - Rebel (2021) : Julian Cruz (10 épisodes)

- Jeremy Bobb dans (4 séries) :
  - Hostages (2013) : Quentin Creasy (6 épisodes)
  - The Knick (2014-2015) : Herman Barrow (20 épisodes)
  - Mosaic (2018) : Frank Scott (mini-série)
  - Escape at Dannemora (2018) : Dennis Lambert (mini-série)

- Gary Sinise dans :
  - Les Experts : Manhattan (2004-2013) : l'inspecteur Mac Taylor (197 épisodes)
  - Esprits criminels : Unité sans frontières (2015) : l'agent spécial Jack Garrett (saison 2, épisode 13)
  - 13 Reasons Why (2020) : Dr Robert Ellman (saison 4)

- James Frain dans :
  - Lie to Me (2009) : McClellan (saison 2, épisode 5)
  - Tunnel (2013) : John Sumner / Kieran Ashton (4 épisodes)
  - Gotham (2015-2016) : Theo Galavan / Azrael (21 épisodes)

- David Costabile dans :
  - Breaking Bad (2010-2011) : Gale Boetticher (7 épisodes)
  - The Good Wife (2012) : Zachary Hines (saison 3, épisode 18)
  - Better Call Saul (2018) : Gale Boetticher (saison 4, épisodes 3 et 10)

- Robert Downey Jr. dans :
  - Ally McBeal (2000-2002) : Larry Paul (25 épisodes)
  - Le Sympathisant (2024) : Claude / Niko Damianos / le professeur Hammer / Ned Godwin (mini-série)

- Chris Messina dans :
  - The Newsroom (2012-2014) : Reese Lansing (14 épisodes)
  - The Sinner (2020) : Nick Haas (saison 3)

- Charlie Cox dans :
  - Daredevil (2015-2018) : Matthew Murdock / Daredevil (39 épisodes)
  - The Defenders (2017) : Matthew Murdock / Daredevil (mini-série)

- 2000 : The $treet : Grant Johnson (Josh Stamberg) (saison 1, épisode 8)
- 2000-2001 : Tessa à la pointe de l'épée : Marcus Grisham (Anthony Lemke)
- 2001 : Friends : Will Colbert (Brad Pitt) (saison 8, épisode 9)
- 2001-2002 : Preuve à l'appui : l'inspecteur Eddy Winslow (D.W. Moffett)
- 2002-2008 : La Fureur dans le sang : Tony Hill (Robson Green)
- 2003 : Boomtown : Carl (David Figlioli)
- 2003 : The Shield : Mike Holden (Matthew Glave) (saison 2, épisode 6), l’inspecteur Kouf (J.C. MacKenzie) (saison 3, épisode 6)
- 2008 : Robin des Bois : le comte Friedrich (Dexter Fletcher) (saison 2, épisode 2)
- 2008-2010 : Legend of the Seeker : L'Épée de vérité  : Darken Rahl (Craig Parker)
- 2013 : Hercule Poirot : Dr Quentin (Simon Lowe) (Les Quatre)
- 2014 : Dominion : Gabriel (Carl Beukes)
- 2014 : Blacklist : l'avocat Ted Caldwell (Matthew Rauch) (saison 1, épisode 13)
- 2014 : The Code : Randall Keats (Aden Young)
- 2015 : Scorpion : l'agent de la CIA Mark Willis (Billy Wirth) (saison 2, épisode 8)
- 2015 : False Flag : Ben « Benny » Raphaël (Ishai Golan)
- 2015-2016 : Homeland : Otto Düring (Sebastian Koch)
- 2015-2018 : The Royals : le prince puis roi Cyrus Henstridge (Jake Maskall)
- 2015-2018 : The Walking Dead : Tobin (Jason Douglas) (26 épisodes)
- 2016 : Penny Dreadful : Dr Alexander Sweet / Dracula (Christian Camargo)
- 2016 : Divorce : Julian Renaut (Jemaine Clement)
- 2016-2018 : Flowers : Maurice Flowers (Julian Barratt) (12 épisodes)
- 2016-2019 : Berlin Station : Robert Kirsch (Leland Orser)
- 2016-2019 : Baskets : Christine Baskets (Louie Anderson)
- 2017-2018 : Supergirl : Morgan Edge (Adrian Pasdar) (4 épisodes)
- 2018 : Altered Carbon : Laurens Bancroft (James Purefoy) (saison 1)
- 2018 : Genius : Pablo Picasso (Antonio Banderas)
- 2018 : Picnic at Hanging Rock (en) : Tomasetti (Marcus Graham)
- 2018 : A Very English Scandal : Peter Bessell (en) (Alex Jennings) (mini-série)
- 2019 : Le Nom de la rose : Bernardo Gui (Rupert Everett) (mini-série)
- 2020 : Warrior Nun : le Père Orozco (Gonzalo Cunill) (saison 1, épisode 6)
- 2020 : El Cid : ? ( ? )
- 2020 : Quiz : Paul Smith (Mark Bonnar) (mini-série)
- 2020 : The Sister : Robert « Bob » Morrow (Bertie Carvel) (mini-série)
- 2020 : Luna nera : Sante (Giandomenico Cupaiuolo)
- 2020 : Losing Alice : ? ( ? ) (mini-série)
- 2021 : Gaufrette et Mochi : lui-même (José Andrés)
- 2021 : Clarice : le thérapeute de Clarice (Shawn Doyle) (2 épisodes)
- 2021 : The Billion Dollar Code : Warren Stewart (Clayton Nemrow) (mini-série)
- 2021-2023 : Succession : Jeryd Mencken (Justin Kirk) (5 épisodes)
- 2021-2023 : La Roue du temps : Ishamael (Fares Fares) (9 épisodes)
- depuis 2021 : Only Murders in the Building : Charles-Haden Savage (Steve Martin)
- depuis 2021 : Superman et Loïs : Morgan Edge / Tal-Rho (Adam Rayner)
- 2022 : The Terminal List : l'agent du NCIS Bridger (Justin Huen) (saison 1, épisode 1)
- 2022 : The Man Who Fell to Earth : Hatch Flood (Rob Delaney) (8 épisodes)
- 2022 : All American : Billy Baker (Taye Diggs) (2e voix, saison 4)
- 2022 : The Undeclared War : Richard Marston (Ed Stoppard) (mini-série)
- 2023 : Kaleidoscope : Roger Salas (Rufus Sewell) (mini-série)
- 2023 : The Last of Us : David (Scott Shepherd) (saison 1, épisode 8)
- 2023 : Mon cosmonaute : Bogdan Rosa adulte (Andrzej Chyra) (6 épisodes)
- 2023 : The Full Monty, la série : Darren (Miles Jupp (en)) (mini-série)
- 2023 : Mensonges au paradis (en) : le colonel Justin Reyes (Jake Macapagal (en)) (6 épisodes)
- 2023 : Dreaming Whilst Black (en) : Timothy Eastley (Angus Wright)
- depuis 2023 : Berlin : Andrés « Berlin » de Fonollosa (en) (Pedro Alonso)
- 2024 : Cristóbal Balenciaga : Cristóbal Balenciaga (Alberto San Juan) (mini-série)
- 2024 : Mary and George : Francis Bacon (Mark O'Halloran (en)) (mini-série)
- 2024 : My Lady Jane (en) : Lord John Dudley (Rob Brydon)
- 2024 : Nightmares and Daydreams par Joko Anwar (en) : Bandi (Kiki Narendra (id))
- 2024 : Lost Boys and Fairies : Berwyn / Fanny Emple (Arwel Gruffydd) (mini-série)
- 2025 : Zero Day : Natan (Mark Ivanir) (mini-série)

#### Téléfilms
- Andy García dans :
  - Un dernier tour pour Noël (2015) : Duncan Mayor
  - My Dinner with Hervé (2018) : Ricardo Montalban
- 2003 : Hitler : La Naissance du mal : Georg Bell (David Fisher)
- 2003 : Pancho Villa : Pancho Villa (Antonio Banderas)
- 2013 : Sacrifice : Major Jireš (Ivan Trojan)
- 2014 : Kate et Linda : Jack McLennan (Ben Bass)
- 2020 : Trop jeune pour l'épouser : Ian Raessi (Noam Jenkins)

#### Émission
- 2019 : The Chef Show Working : lui-même (Robert Downey Jr.)

#### Séries d'animation
- 2005-2008 : Avatar, le dernier maître de l'air : Zhao
- 2013 : La Légende de Korra : Zhao (saison 2, épisode 13)
- 2018 : La Bande à Picsou : Panchito Pistoles (saison 2, épisode 4 et saison 3, épisode 5)
- 2018 : La Légende des Trois Caballeros : Panchito Pistoles
- 2021 : M.O.D.O.K. : Tony Stark / Iron Man[n 1] (4 épisodes)
- 2021-2024 : Arcane : Silco
- 2021-2023 : What If...? : Tony Stark / Iron Man (7 épisodes)
- 2023 : Tobie Lolness : ? (création de voix)
- depuis 2024 : Batman, le justicier masqué : Basil Karlo / Gueule d'argile
- 2025 : Votre fidèle serviteur Spider-Man : Tony Stark / Iron Man
- 2025 : Le Roi loup (en) : Seigneur Vankaskan et Seigneur Vanmorten
- 2025 : Moonrise (en) : le procureur Landry

### Jeux vidéo
- 2002 : Le Seigneur des anneaux : Les Deux Tours : Aragorn
- 2003 : Command and Conquer: Generals : Kanwar Khan
- 2003 : Le Seigneur des anneaux : Le Retour du roi : Aragorn
- 2004 : Le Seigneur des anneaux : La Bataille pour la Terre du Milieu : Aragorn
- 2004 : SpellForce: The Breath of Winter : le héros masculin
- 2004 : SpellForce: Shadow of the Phoenix : le héros masculin
- 2008 : Too Human : Balder
- 2009 : Dragon Age: Origins : Tiern Cousland et Herren l'assistant du forgeron Wade
- 2010 : Iron Man 2 : Tony Stark / Iron Man
- 2010 : Le Seigneur des anneaux : La Quête d'Aragorn : Aragorn
- 2010 : Heavy Rain : Ethan Mars
- 2011 : Le Seigneur des anneaux : La Guerre du Nord : Aragorn
- 2012 : Dishonored : le capitaine Curnow
- 2013 : Planes : El Chupacabra
- 2014 : The Evil Within : le patron de Möbius
- 2015 : Fallout 4 : Ware
- 2016 : Overwatch : Genji
- 2017 : Final Fantasy XV : épisode Gladiolus : Gilgamesh
- 2017 : Heroes of the Storm : Genji
- 2019 : A Plague Tale: Innocence : Robert de Rune et un serviteur
- 2022 : Teamfight Tactics : Silco
- 2022 : Overwatch 2 : Genji
- 2022 : Alfred Hitchcock : Vertigo : Ed Miller adulte
- 2023 : Hogwarts Legacy : L'Héritage de Poudlard : le professeur Aesop Sharp et voix additionnelles
- 2023 : Final Fantasy XVI : Ultima

## Fiction audio
- 2020 : Carthago, BLYND : London Donovan
- 2022 : La clé USB de Jean-Philippe Toussaint, France Culture[12] : Jean Detrez
- 2024 : La Chute de Lapinville de Benjamin Abitan, Wladimir Anselme et Laura Fredducci (Arte Radio) : Georges Legroin

## Voix-off

### Documentaires
- 2008 : Fractales, la recherche de la dimension cachée : un professeur[13]
- 2012 : Fukushima, chronique d'un désastre
- 2015 : Sous le nuage d'Hiroshima [14],[15]
- 2016 : Les animaux ont-ils des droits ?
- 2018 : La vie au temps des châteaux forts
- 2022 : Le loup, un vagabond sans frontière
- 2022 : Chasseurs de grosses vagues
- 2024 : Léonard de Vinci : voix de Léonard

### Publicités
- 2004 : Volvo V50 avec Robert Downey Jr.
- 2012 : Spot de prévention pour la sécurité routière
- 2015 : Trivago
- 2018 : Randstad Direct
- 2019 : Sofinco
- 2019 : Nespresso Vertuo
- depuis avril 2021 : Feu vert : Ramsès le chat[16]
- 2024 : Milka
- depuis 2024 : Alfa Romeo Junior : lui-même (Pedro Alonso)

### Radio
- Affaires sensibles, participations à plusieurs "fictions", France Inter
- Dramatiques, avec G. Peyrou, C. B. Sugy, C. Guerre, A. Lemaître, M. Sidoroff, J. J. Vierne, E. Fremy, C. Chebel, M. Merson, France Culture
- Interventions chantées, France Culture

### Vidéos
- Groland Le Zapoï :
  - Insectes à la consommation (2019)
  - Un meurtre mérité ! (2020)
  - Ils ne vous quitteront plus jamais (2021)

### Autre
- Avengers Assemble: Flight Force à Disneyland Paris : Iron Man

### Livres audio
Œuvre de Pierre Boulle
- La Planète des singes (Audiolib, 2014)

Œuvre de Haruki Murakami
- L'Incolore Tsukuru Tazaki et ses années de pèlerinage (Audiolib, 2014[17])

Œuvre de Hal Elrod
- Miracle Morning (Audiolib, 2018)

Œuvre de Michael Wolff
- Le Feu et la Fureur : Trump à la Maison-Blanche (Lizzie, 2018)

Œuvre de Philip K. Dick
- Le Maître du Haut Château (Audible, 2018)

Œuvres de Gilles Legardinier
- L'Exil des anges (Lizzie, 2019)
- Nous étions les hommes (Lizzie, 2019)

Œuvre de Tahar Ben Jelloun
- L'Insomnie (Gallimard, 2019)

Œuvre de David Lagercrantz
- Millénium 6 : La fille qui devait mourir (Actes Sud, 2019)

Œuvre de Vincent Ortis
- Pour seul refuge (Audible Lizzie, 2021)